# Moneilema appressum
Moneilema appressum là một loài bọ cánh cứng trong họ Cerambycidae.